# Marcus Vinicius de Morais
Marcus Vinicius de Morais (født 25. februar 1974) er en tidligere brasiliansk fodboldspiller.